# 皇宮警察本部
皇宮警察本部（日语：／ Kōgukeisatsu-honbu）是日本警察廳設置的附屬機關，負責天皇、皇后、皇太子等日本皇族的護衛、皇居及御所的警衛、和其他皇宮警察相關事務。本部所在地為東京都千代田區千代田1番3號。英文直譯雖是皇族的近衛或親衛隊，但實際上是警察的內部組織。
本部長階級為皇宮警視監，慣例上身兼宮內廳職員，為內閣府的事務官。本部紋章為五三桐。桐紋與菊花紋章是自古以來日本皇室的象徴。

## 歷史

### 沿革
- 1947年（昭和22年）1月：自宮內省移管內務省，更名警視廳皇宮警察部。「皇宮警察官」改稱「皇宮護衛官」。側近警衛轉由侍從職（日语：侍従職）管轄。
- 1948年（昭和23年）3月：實施舊警察法（日语：旧警察法），交由國家地方警察（日语：国家地方警察）本部管轄，為皇宮警察府。再次管轄側近警衛。
- 同年6月，改稱皇宮警察局。
- 1948年（昭和23年）12月：皇宮護衛官屬特別司法警察職員（日语：特別司法警察職員）。
- 1949年（昭和24年）1月：改為國家地方警察本部外局，稱皇宮警察本部。
- 1951年（昭和26年）8月：皇宮警察實施三交替勤務制。
- 1952年（昭和27年）12月：成立皇宮警察音樂隊（日语：警察音楽隊）[3]。
- 1953年（昭和28年）6月：設立皇宮警察學校。
- 1954年（昭和29年）7月：實施現行的警察法（日语：警察法），皇宮警察本部為警察廳附屬機關。
- 1960年（昭和35年）6月：側衛由侍衛官擔任。
- 1973年（昭和48年）4月：皇宮警察本部成立護衛部。
- 1977年（昭和52年）12月：對內廷皇族（日语：内廷皇族）以外的皇族實施常駐性護衛。
- 1992年（平成4年）8月：皇宮警察改為四交替勤務制。
- 2011年（平成23年）4月：因東日本大地震，成立巡邏隊「皇宮警察向日葵隊」前往災區。是皇宮警察史上第一次轄區外的活動[4]。

### 主要事件
- 1971年（昭和46年）9月25日：第1次坂下門亂入事件（日语：第1次坂下門乱入事件）
- 1975年（昭和50年）7月12日：第2次坂下門亂入事件（日语：第2次坂下門乱入事件）

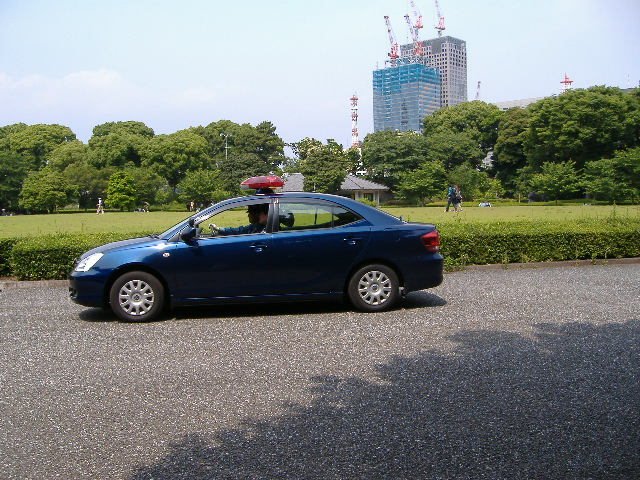
皇宮警察警備車

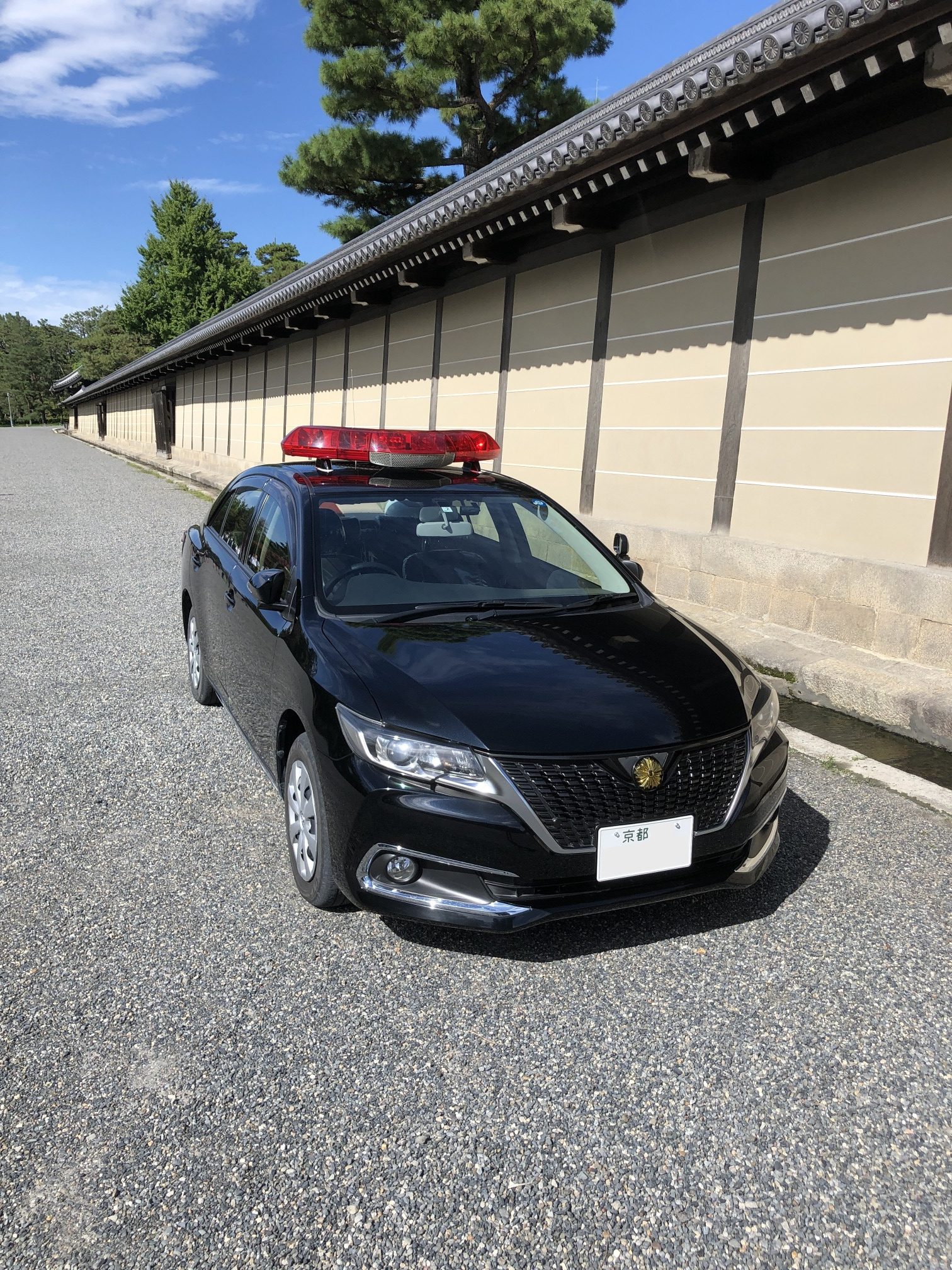
皇宮警察警備車（京都御所）

## 組織
- 本部長（皇宮警視監）
  - 副本部長
    - 警務課
    - 監察課
    - 教養課
    - 會計課
    - 厚生課

  - 警備部
    - 警備第一課
    - 警備第二課

  - 護衛部
    - 護衛第一課
    - 護衛第二課
    - 護衛第三課
    - 侍衛官(3)

  - 坂下護衛署
  - 吹上護衛署
  - 赤坂護衛署
  - 京都護衛署
  - 皇宮警察學校：對皇宮警察職員進行教育訓練[1]。

皇居內、宮殿與皇居東御苑等區域屬坂下護衛署管轄；御所、宮中三殿等區域屬吹上護衛署管轄；赤坂御用地（東宮御所、各宮邸等）及常盤松御用邸（常陸宮邸）屬赤坂護衛署管轄；京都府的京都御所、仙洞御所、京都大宮御所、桂離宮、修學院離宮與正倉院區域由京都護衛署管轄；神奈川縣的葉山御用邸、栃木縣的那須御用邸、御料牧場、静岡縣的須崎御用邸、奈良縣的正倉院等設有皇宮護衛官派出所。皇宮警察用的警車有少許不同。

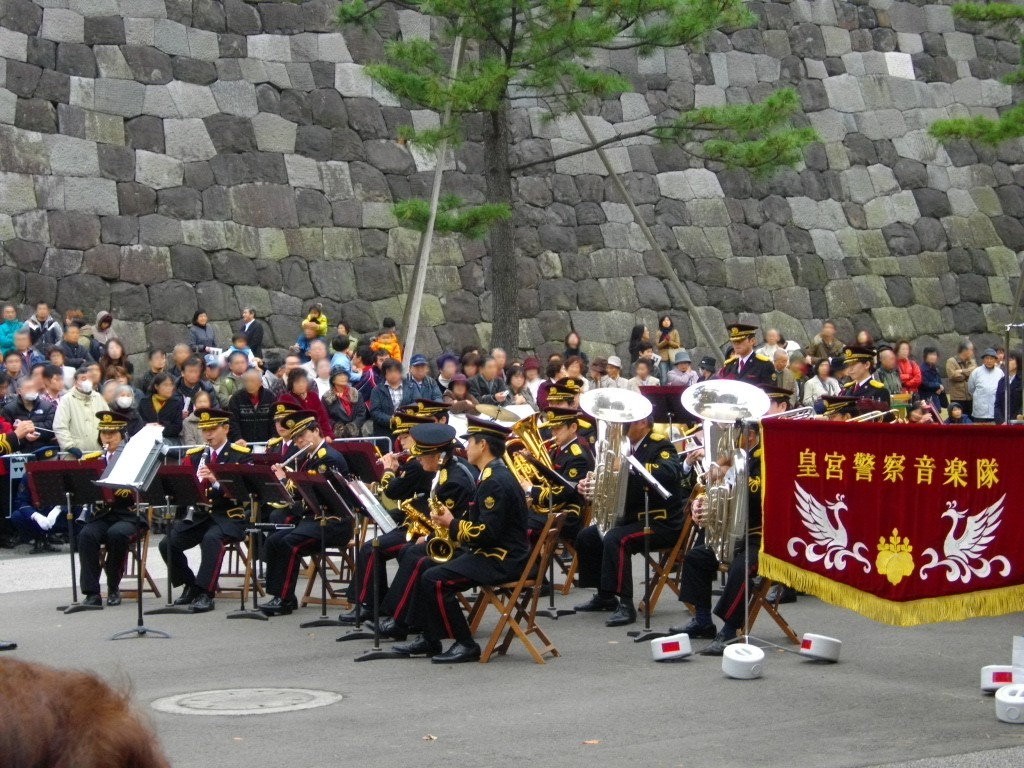
皇宮警察音樂隊

此外，各署配有消防車，負責皇居與御所的消防業務。其部份消防車和一般消防車的分別是外觀有白色。
為了皇宮護衛官的養成，還另外設立皇宮警察學校、皇宮警察音樂隊、皇宮警察特別警備隊等。
2009年（平成21年）廢除警務部長，設置「副本部長」。
截至2018年4月1日，皇宮警察本部的皇宮護衛官896人，事務官等40人，共計936人。

## 外部連結
- 皇宮警察本部 （页面存档备份，存于）